# Burdignin
Burdignin är en kommun i departementet Haute-Savoie i regionen Auvergne-Rhône-Alpes i sydöstra Frankrike. Kommunen ligger i kantonen Boëge som tillhör arrondissementet Thonon-les-Bains. År 2022 hade Burdignin 688 invånare.

## Befolkningsutveckling
Antalet invånare i kommunen Burdignin
| Referens: INSEE |